# Sa Vileta

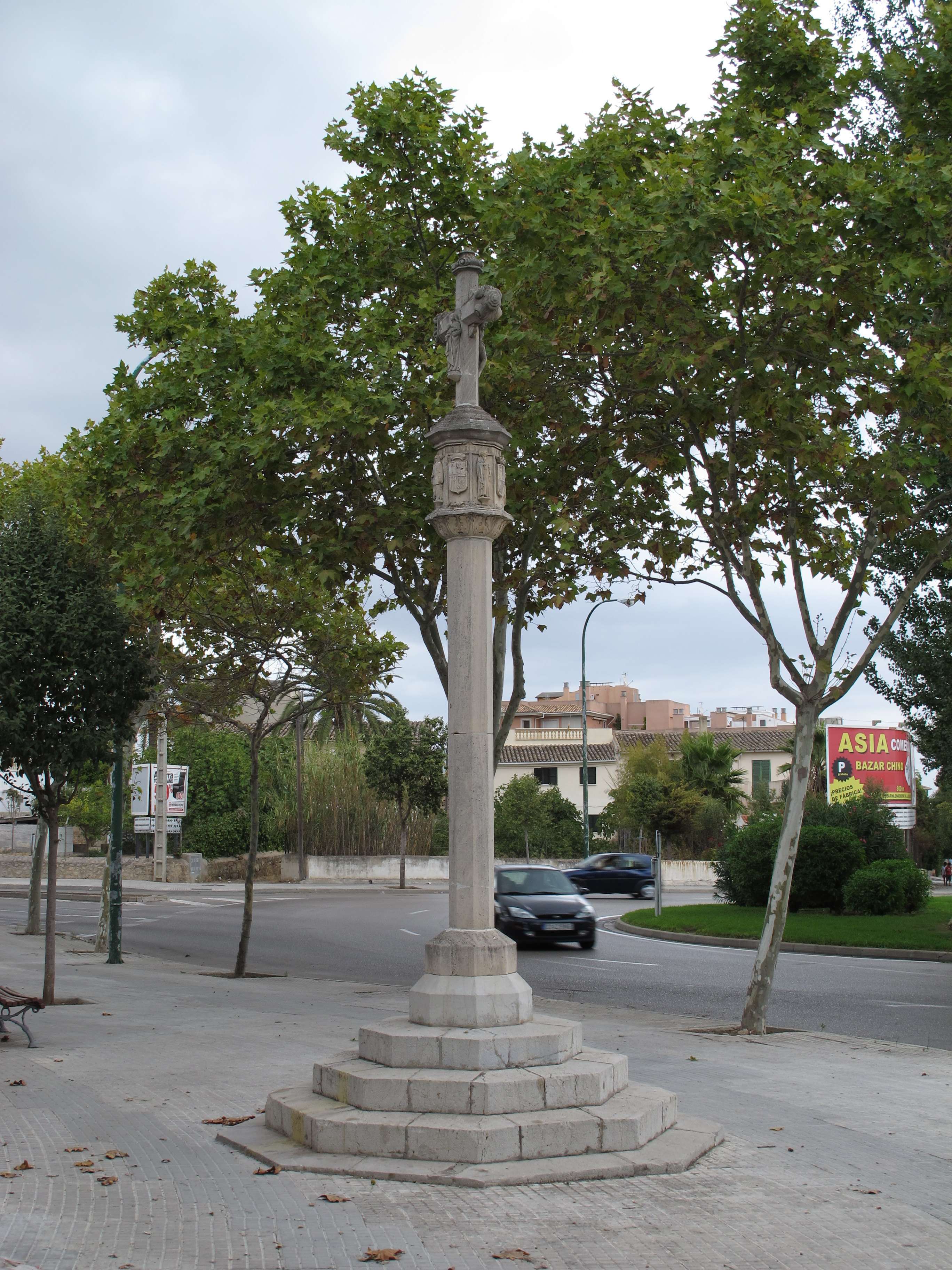
Creu de Sa Vileta Vista General (antic costell)

Sa Vileta és un nucli de població del municipi de Palma, que en l'actualitat forma conurbació amb el de Son Serra (Son Serra-La Vileta). El redol de cases ja existia en el segle xviii, quan prengué el nom de sa Vileta, en establir-se (parcel·lar-se en unitats menors) Son Palmer. Tot i això l'expansió del lloc no es va produir fins a la primera meitat del segle xix, quan el 1836 s'incrementaren les parcel·lacions (establits) de Can Perera i Son Palmer. El 1900 la zona tenia 148 edificis i 368 habitants. A partir de 1950 s'establiren les possessions de prop del nucli inicial, sobretot per crear habitatges on allotjar l'onada immigratòria venguda de la península. El 1994 ja tenia 4.835 habitants.

## Situació
Sa Vileta està ubicada entre Son Moix Negre i Son Ximelis, al nord-oest del centre de la ciutat, al recer de la Serra de Son Marill. La zona és solcada pel torrent de sa Riera. El nucli ha patit inundacions importants el 1850 i el 1914.

## El moviment associatiu
El nucli, des dels seus inicis, va tenir un marcat component obrer i popular. Per això el moviment obrerista hi va ser viu: el 1870 ja hi havia 51 obrers que pertanyien a la federació La Solidaritat, de Palma. Entre 1901 i 1904 hi tengué incidència la societat de sabaters La Igualdad. El 1903 s'hi observa la presència de la societat de picapedrers La Piqueta.
El moviment obrer va provocar una activa reacció de l'església. El 1907 Mossèn Bartomeu Juan i Coll fundà el sindicat obrer catòlic La Aldeana. Però el moviment obrer hi seguí incidint: el 1908 es creà la societat La Transformació que ajuntava treballadors d'oficis diversos i el 1913 tenia 112 afiliats. El 1919 s'hi creà el sindicat de picapedrers El Treball. El 1916 es té referència del Centre Obrer. El 1925 comptava amb 160 afiliats. El 1931 estava lligat a la Unió General de Treballadors. El 1932 tenia 167 afiliats. A partir de 1920-1921 tengué influència en la barriada el comunisme a partir del Sindicat de Picapedrers de Palma. El 1931 s'hi creà l'Agrupació Socialista. Tota aquesta activitat associativa desaparegué amb la Guerra Civil.
El 1985 es va crear el Club d'Amics de la Tercera Edat de sa Vileta i aquest mateix any es constituí l'Associació de Veïnats Son Serra-sa Vileta. El 1987 es fundà el club juvenil Aigua Viva.

## L'església
L'església ha tengut un paper decisiu en la vida de la barriada. Existia un primitiu oratori, però fins al 1804 no es va erigir com a vicaria in capite, filial de la parròquia de Santa Creu. Les obres del nou temple s'iniciaren el 1814, en terrenys cedits pel metge Antoni Móra, i no s'acabaren fins al 1856. El 1913 la vicaria fou erigida en parròquia. El 1875 Tomàs Rul·lan adquirí una casa a sa Vileta per a les monges de la Puresa, que el 1920 hi traslladaren el noviciat. El 1893 també s'hi establiren les monges de la Caritat. El 1982 s'hi instal·là un centre de la Fundació Minyones. El 1924 s'hi radicaren les religioses Oblates. El 1994 a l'antic domicili d'aquesta comunitat s'hi instal·là el centre coordinador del Projecte Home.

## Els serveis
La dotació de serveis ha anat en paral·lel a la formació del nucli de població. Pocs anys després de 1840 s'hi bastí el cementeri primitiu. El 1868 es construí el nou cementeri en terrenys de Son Quint. El 1800 residia a la zona el metge Damià Tous. El 1940 hi havia un ambulatori. El 1984 s'hi creà el centre de salut Son Serra-La Vileta. El 1996 el centre tenia una plantilla de vuit metges, tres pediatres, un auxiliar d'infermeria, deu infermeres, una comare, un assistent social i sis administratius.
En el segle xix hi havia un servei de galeres que feia el recorregut Sa Vileta-Palma. El 1920 es creà la línia de tramvies Son Espanyolet-Son Rapinya-Son Serra-Son Roca, que durà fins al 1958. Després s'implantà un servei d'autobusos.
Les germanes de la Caritat crearen la primera escola de nines l'any 1893, que el 1974 es transformà en el Col·legi Sant Vicenç de Paül. El 1901 s'hi inaugurà la primera escola pública. El 1932 es construí un nou edifici escolar, obra dels arquitectes Garau, Ribas i Oleza. El 1973 s'inaugurà el Col·legi Públic Son Serra. El 1996 tenia devuit aules i 450 alumnes. El 1978 les religioses teatines inauguraren la Guarderia de la Providència.

## L'esport
L'esport a sa Vileta començà amb la fundació de l'equip de futbol La Aldeana, l'any 1926. El ciclisme, molt arrelat entre les classes populars mallorquines, hi trobà prest un bon ressò. El 1949 s'hi creà el Club Ciclista sa Vileta. Durant la Segona República hi hagué molta afició a la columbicultura. El 1931 s'hi creà la Ràpida Missatgera i més tard la Viletera Missatgera, que es mantingueren actives fins al decenni de 1960.
La construcció l'any 1966 del camp de futbol Germans Massot va contribuir a la formació de nous equips d'aquest esport: el Vileter, el Sant Bartomeu Vileter, el Club Esportiu sa Vileta (1987) i el Club Esportiu sa Vileta Atlètic el 1994.

## La cultura

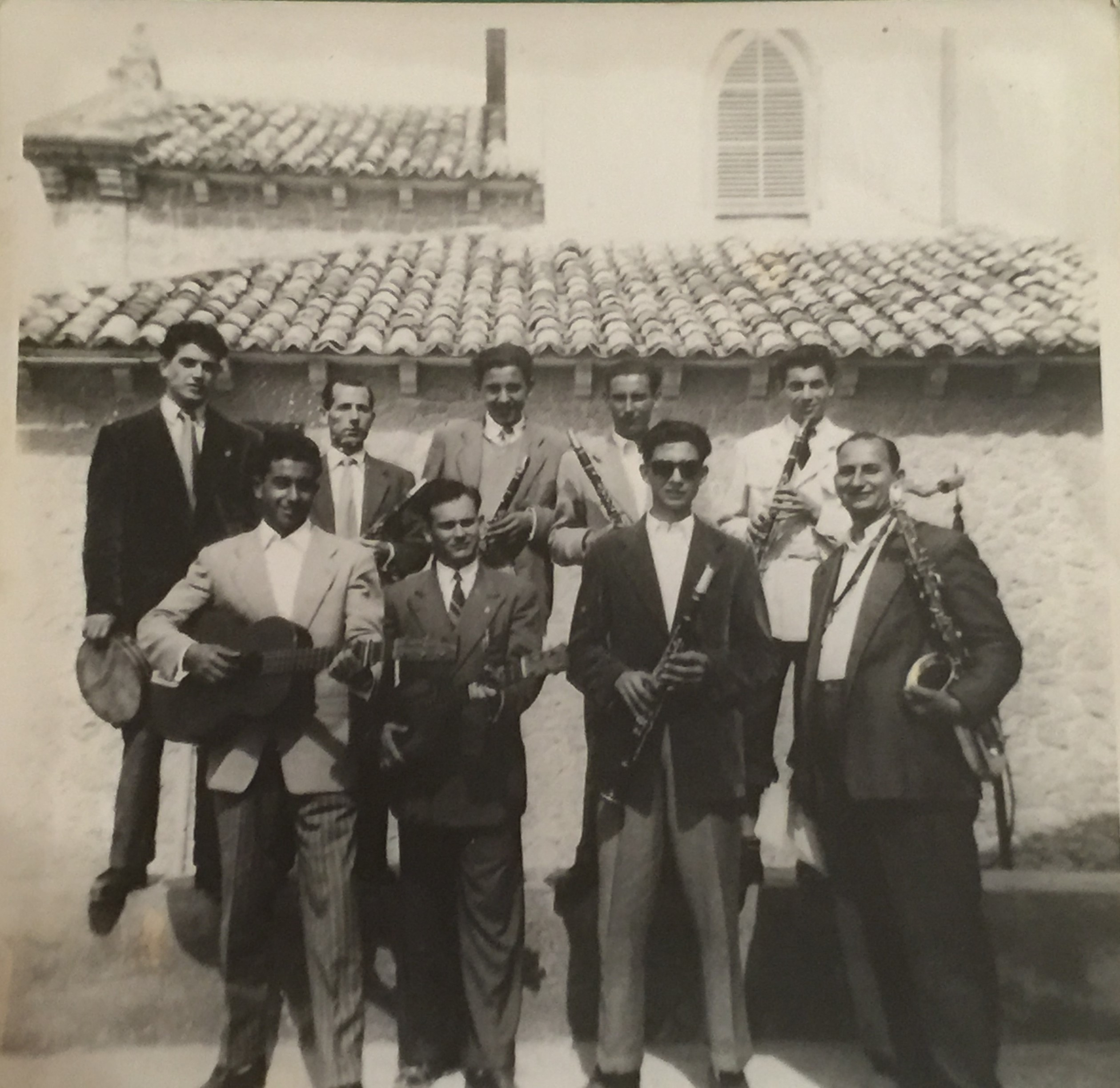
Banda de música La Aldeana, anys 50

El 1894 es fundà la banda de música La Aldeana a través d'una societat de socors mutus del mateix nom. En va ser director el músic Antoni Torrendell. El 1922 el director de la banda, Antoni Llompart, fundà una escola de música.
L'any 1980 mossèn Simó Garau fundà l'Associació Pare Miquel Ferrer, que restà activa fins al 1986 i edità la revista Arrels. Francesc Alemany creà el Club d'Esplai sa Vileta, amb seu a l'església parroquial i després a l'antic convent de les oblates.